# Karel Čurda
Karel Čurda, född 10 oktober 1911 i Nová Hlína i närheten av Třeboň, Österrike-Ungern, död 29 april 1947 i Prag, Tjeckoslovakien, var en tjeckisk soldat. Han släpptes i fallskärm över riksprotektoratet Böhmen-Mähren och tillhörde sabotagegruppen Out Distance. Čurda är känd för att ha förrått de tjeckiska och slovakiska motståndsmän som låg bakom attentatet mot riksprotektorn Reinhard Heydrich. Tyskarna gav Čurda 500 000 riksmark och en ny identitet. Efter andra världskriget spårades han upp och dömdes till döden för förräderi. Han avrättades genom hängning den 29 april 1947.